# Ephippium
Les éphippies  ou ephippia (pluriel de ephippium en latin) sont les œufs produits en mode de reproduction sexuée chez les daphnies, espèce de Crustacea d'eau douce ou légèrement saumâtre. 

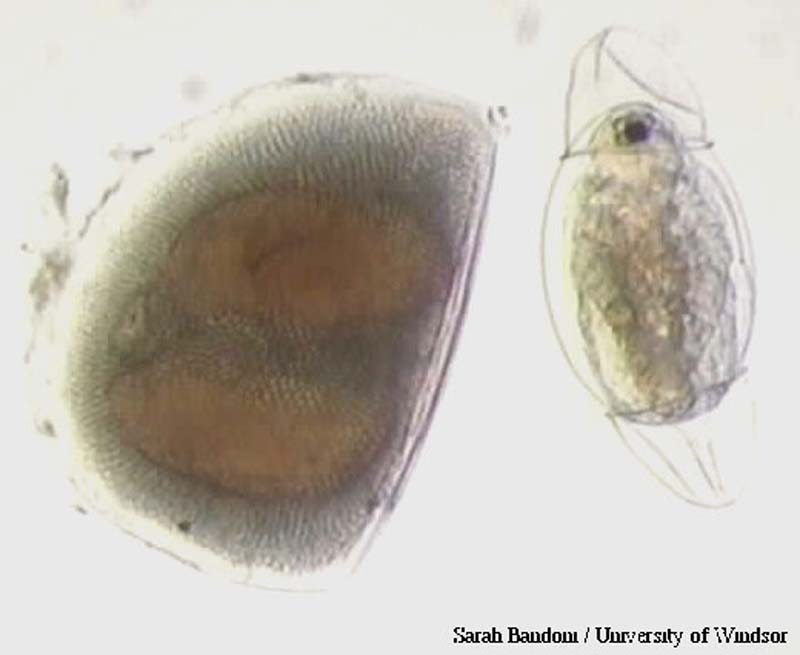
Œufs de durée (ephippia) dans leur poche et sous leur enveloppe protectrice, et larve

Ces œufs, toujours produits par paires sont plus résistants que les œufs produits en mode asexué, c'est-à-dire par parthénogenèse.